# Esposizione generale italiana del 1898
L'Esposizione generale italiana del 1898 fu una esposizione generale organizzata a Torino.

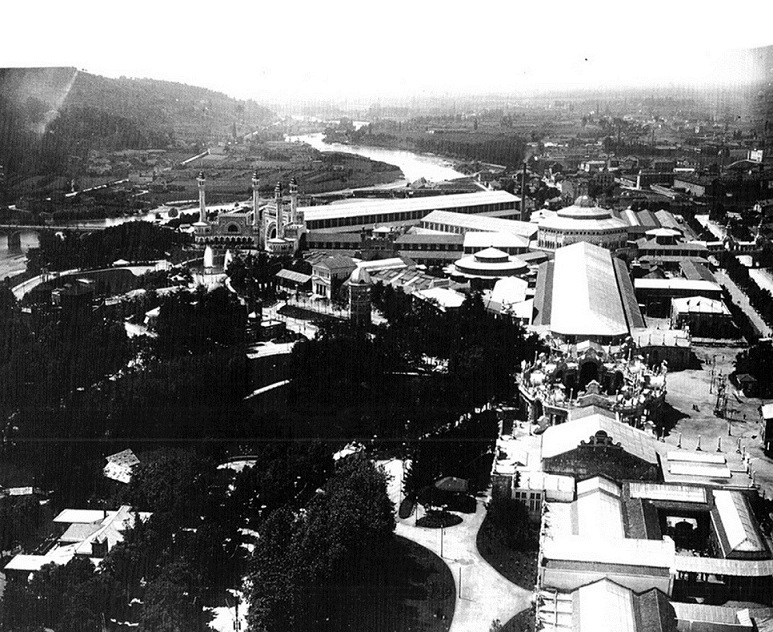
Vista panoramica dell'esposizione del 1898

L'esposizione del 1898 si tenne nei mesi da aprile a ottobre per commemorare il cinquantesimo anniversario dello Statuto Albertino. Le imprese straniere erano ammesse solo nella Galleria della elettricità. Qualche ramo dell'industria meccanica estera non ancora sviluppata in Italia troverà posto nella Galleria del lavoro. All'interno dell'esposizione fu organizzata una "Mostra internazionale di elettricità". Ebbe circa 8.000 espositori, 43 congressi nazionali e internazionali e tre milioni e mezzo di visitatori.
Alla cerimonia di inaugurazione presenziò il re Umberto I. Le sottoscrizioni a livello nazionale raggiunsero la cospicua somma di 1.700.000 Lire.

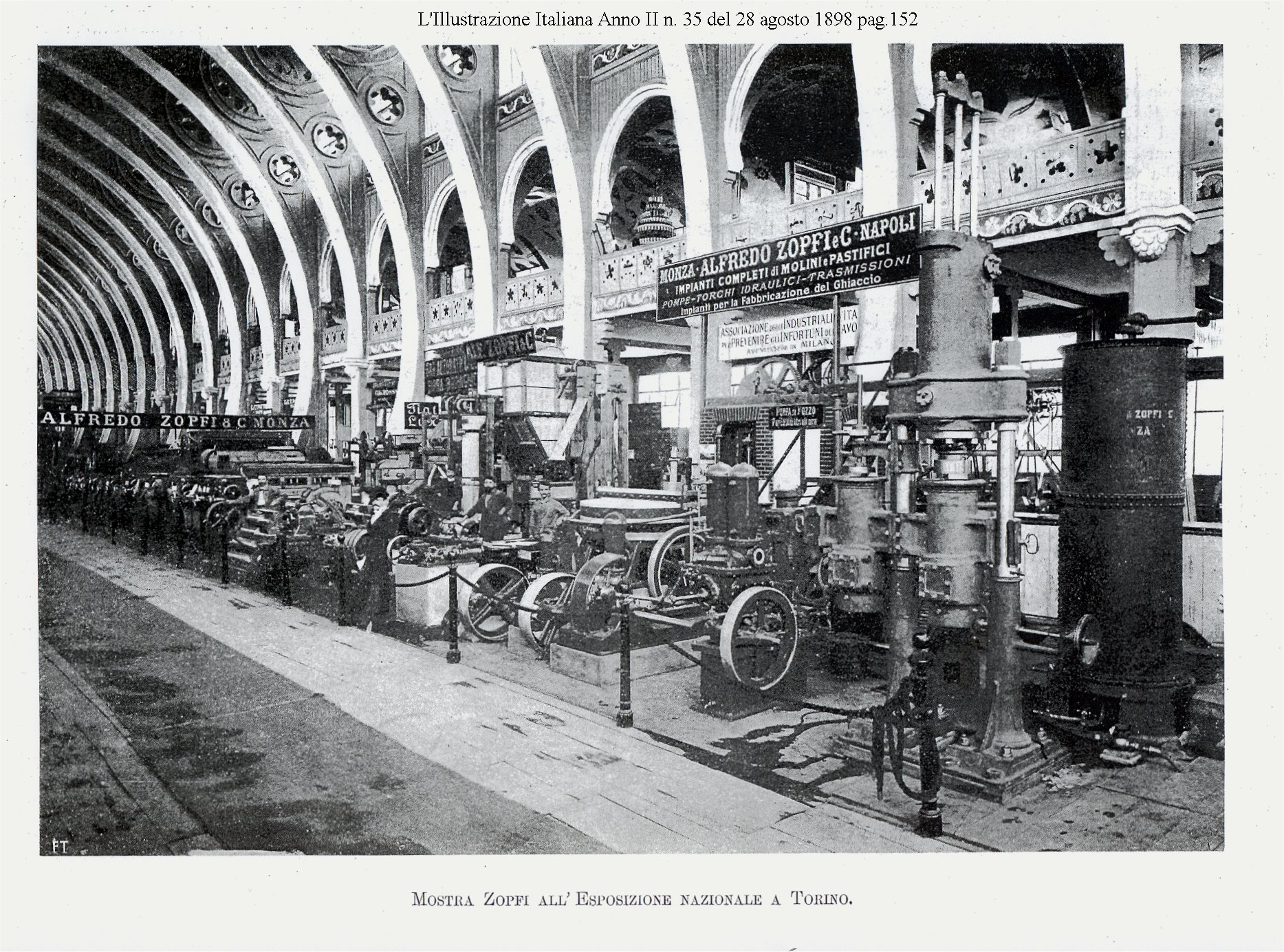
Officine Alfredo Zopfi & C. di Monza alla Esposizione generale italiana del 1898 a Torino
foto Fratelli Treves

Per la Divisione Belle Arti parteciparono 147 artisti italiani di cui cinque donne.

## Elenco degli espositori
Divisione Belle Arti per provinciaː
Alessandria 14
- Bertoli Antonio, pittore Valenza
- Borelli Canuto, pittore Asti
- Bugliesi Raffaele, pittore - Alessandria
- Ferrari Carlo, scultore - Asti
- Ferraris Emello, architetto - Quarto d'Asti
- Maria Fortis Camussi, pittrice Montiglio
- Ghibaudi Francesco, pittore - Asti
- Moiso Benedetto, pittore - Ovada
- Musso Giulio, pittore - Asti
- Ottone Giacomo, pittore - Alessandria
- Pane Crescentino, pittore - Casale Monferrato
- Pelizza Giuseppe, pittore - Volpedo
- Perosino Carlo, pittore - Tigliole d'Asti
- Viarzi Alessandro, pittore - Ponzone

Ancona 1
- Ramelli-Montani marchese Stefano, pittore - Ancona

Fabriano 2
- Gallo Giambattista, pittore - Osimo
- Gabiani Corrado, pittore - Senigallia

L'Aquila 3
- Bizzoni Enrico, pittore - L'Aquila
- Patini Teofìlo, pittore - L'Aquila
- Simboli Pietro, scultore - Pescina dei Marsi

Arezzo 1
- Colmignoli Alberto, pittore - Arezzo

Ascoli Piceno 3
- Nardini Pio, pittore - Ascoli Piceno
- Nunzi prof. Giovanni, pittore - Fermo
- Salomoni Salomone, intagliatore in legno

Bari 11
- Calacchi Gaetano, architetto - Bari
- Caslarò Giacomo, scultore - Molfetta
- Beltrone Giuseppe, pittore - Bari
- Gabrielli Giustino, pittore - Bari
- Giacovelli Marco, scultore - Locorotondo
- Infante Pasquale, miniaturista - Bari
- Galiani Michele, pittore - Bari
- Montecalvo Francesco, pittore - Bari
- Pantaleo Angelo, pittore - Bari
- Capriati Tommaso, architetto - Bari
- Du Bessè Francesco, pittore - Bari

Belluno 4
- Bettio Francesco, pittore - Belluno
- Bettio Augusto, pittore - Belluno
- Berton Giovanni Battista, pittore - Feltre
- Facchinetti Nicolò, pittore - Longarone

Bergamo 9
- Bonomelli Romeo, pittore - Bergamo
- Cavaliè Cesare, pittore - Bergamo
- Boss Giacomo, pittore - Bergamo
- Rinaldi Giuseppe, pittore - Bergamo
- Tallone Cesare, pittore - Bergamo
- Locatelli Achille, pittore - Almenno San Bartolomeo
- Domenighini Francesco, pittore - Lovere
- Tinelli Luigi, pittore - Ponte Selva
- Baroni Giocondo, pittore - Sovere

Bologna 25
- Aria Angelo, pittore - Bologna
- Bertelli Flavio, pittore - Bologna
- Bertelli Luigi, pittore - Bologna
- Bonfiglioli Gigi, pittore - Bologna
- Capri Cleto, pittore - Bologna
- Calori Luigi, pittore - Bologna
- Calletti Gustavo, pittore - Bologna
- Cavalieri Luigi, pittore - Bologna
- Faccioli Raffaele, pittore - Bologna
- Ferri Domenico, pittore - Bologna
- Golfarelli Tullo, scultore - Bologna
- Graziani Ernesta, pittrice - Bologna
- Lavini Alfonso, pittore - Bologna
- Legat Antonio Remigio, pittore - Bologna
- Masotti Giovanni, pittore - Bologna
- Majani Augusto, pittore - Budrio
- Pace Alfredo, pittore -Bologna
- Pagan de Paganis Tiziano, pittore - Bologna
- Parmeggiani Carlo, pittore - Bologna
- Romagnoli Giuseppe, scultore - Bologna
- Savini Alfonso, pittore - Bologna
- Tivoli Giuseppe, pittore - Bologna
- Valeri Ugo, pittore - Bologna
- Vighi Coriolano, pittore - Bologna
- Vezzani Felice, pittore - Bologna

Brescia 15
- Bosio, Giovanni Battista, pittore - Brescia
- Bartolotti Cesare, pittore - Brescia
- Brusaferri Clotilde, pittrice - Brescia
- Banati Carlo, pittore - Salò
- Castelli Arturo, pittore - Brescia
- Cavallini Antonio, pittore - Gargnano sul lago di Garda
- Francini Giovanni, pittore - Brescia
- Gusmeri Francesco, scultore - Brescia
- Morelli A. P., pittore - Brescia
- Merlino Carlo, pittore - Brescia
- Panciera Claudia, pittrice - Brescia
- Pasini Emilio, pittore - Brescia
- Ronchi Giuseppe, pittore - Brescia
- Soldini Arnaldo, pittore - Brescia
- Stoppani Federico, pittore - Sirmione

Vedi: Dizionario pittori e scultori bresciani Archiviato il 18 febbraio 2020 in Internet Archive.
Cagliari 6
- Cubeddo Antonio, pittore - Cagliari
- Conci Giuseppe, pittore - Cagliari
- Cyvot Andrea, pittore - Cagliari
- Logiardi Lorenzo, pittore - Cagliari
- Pintor Lazzaro, pittore - Cabras (Oristano)
- Sancio Salvatore, pittore - Macomer

Campobasso 1
- Grimaldi Leopoldo, pittore - Campobasso

Caserta 6
- Tessitore Raffaele, pittore - Frignano
- Massa Nicola, pittore - Pastorano
- Toro Luigi, pittore - Sessa Aurunca
- Biancale Bernardo, pittore - Sora
- Orgera Augusto, scultore - Spigno Saturnia
- Tommasi E., pittore - Vitulazio

Catania 12
- Azzolina prof. Giacomo, scultore- Acireale
- D'Agata Angelo, pittore - Catania
- D'Amico Giuseppe, architetto - Catania
- Fassari Anna, pittrice - Catania
- Fassari Gabriella, pittrice - Catania
- Giuffrida Antonino, pittore - Catania
- Liolla Pasquale, pittore - Catania
- Lavagna Zenone, pittore - Catania
- Musumeci Rapisardi, pittore - Catania
- Mancini Ardizzone Francesco, pittore - Acireale
- Rejna Cacidonia, pittore - Catania
- Scuderi Rosina, pittrice - Acireale

Catanzaro 2
- Gariani Garibaldo, pittore - Catanzaro
- Di Catrano L., pittore - Catanzaro

Chieti 4
- Alicandri Vincenzo, pittore - Pescara
- Cascella Basilio, pittore - Pescara
- De Francesco Dellio, pittore - Atessa
- Michetti F. Paolo, pittore - Francavilla al Mare

Como 11
- Agostinelli prof. Francesco, miniatore - Como
- Brumali Gabriele, pittore - Albese
- Bottinelli Antonio, scultore - Viggiù
- Beretta Pietro, scultore - Merate
- Bizzozero Attilio, pittore - Varese
- Favero Andrea, pittore - Como
- Strauss Ettore, scultore - Tonzanico di Rongio (Milano)
- Pani Mariuccio, pittore - Laveno
- Radice Casimiro, pittore - Lecco
- Rasetti Giovanni, scultore - Viggiù
- Ronchetti Giuseppe, pittore - Bisuschio

Cosenza 2
- Jannuzzi Emilio, pittore - Cosenza
- Salfi Enrico, pittore - Cosenza

Cremona 15
- Brianzi Tullio, scultore - Cremona
- Bergamaschi Giovanni, pittore - Cremona
- Bissolati Stefano, pittore - Piadena
- Colfi prof. Giuseppe, pittore - Cremona
- Chiapparini Ferruccio, scultore - Cremona
- Malvani Enrico, scultore - Cremona
- Monti Annibale, scultore - Cremona
- Fey Giuseppe, pittore - Cremona
- Ferrari Giuseppe, miniatore - Stagno Lombardo
- Guindani Vincenzo, scultore - Cremona
- Rizzi Emilio, scultore - Cremona
- Sambutteti Carlo, pittore - Cremona
- Spagolla Giuseppe, scultore - Cremona
- Tinelli Angelo, pittore - Stagno Lombardo
- Venturini prof. Tancredi, pittore - Cremona

Svizzera 1
- Adolfo Feragutti Visconti, pittore - Pura